# Ervedosa (Pinhel)
Ervedosa ist eine Gemeinde (Freguesia) im portugiesischen Kreis Pinhel. In ihr leben 137 Einwohner (Stand 19. April 2021).